# 陳妙登
陳妙登（ちん みょうとう、生没年不詳）は、南朝宋の明帝劉彧の貴妃（側室）。後廃帝劉昱の母。本貫は丹陽郡建康県。

## 経歴
屠殺を生業とする陳金宝と王氏（永世県成楽郷君）のあいだの娘として生まれた。宋の孝武帝は日常的に尉司を派遣して、民間の子女で容色のすぐれた者を求めさせていた。妙登の家は建康県の境に位置し、家は貧しく、草屋が2、3間あるばかりであったので、孝武帝は銭3万を与えて、瓦の邸を建てさせた。妙登は12、3歳であったが、容姿の美しさから求められて、宮中に入った。2、3年のあいだ、路太后と同室に住みこんだが、孝武帝に寵愛されることはなかった。路太后が孝武帝に口添えして、妙登は劉彧に与えられた。劉昱を産んだ。
泰始元年（465年）、明帝が即位すると、妙登は貴妃に立てられ、その礼秩は皇太子妃と等しかった。泰豫元年（472年）、4月に劉昱が即位すると、その年の7月に妙登は皇太妃となり、弘化宮と称した。昇明元年（477年）、順帝が即位すると、妙登は蒼梧王太妃に降格された。

## 逸話
妙登は劉彧にとつぎ、はじめ劉彧の寵愛を受けたが、1年ほどして愛情が衰え、李道児に与えられた。まもなく再び迎えられて宮中に帰り、劉昱を産んだ。庶民の間では劉彧は肥満から性的不能になったと噂し、このため劉昱を李氏の子と噂した。劉昱は後に李将軍を自称し、自ら李統と称することもあった。

## 伝記資料
- 『宋書』巻41 列伝第1
- 『南史』巻11 列伝第1